# Sergiusz Gajek
Sergiusz Gajek, M.I.C. (nascido Jan, Łyszkowice,  8 de fevereiro de 1949) é um monge mariano católico bielorrusso, desde 1994 Visitador apostólico da Igreja Católica Bizantina Bielorrussa.

## Biografia
Nascido em 1949, fez a primeira profissão de fé pela congregação mariana em 1967 e a perpetua em 1973, sendo ordenado padre em 23 de junho de 1974.
Após a ordenação, fez seu serviço pastoral na paróquia greco-católica de Głuchołazy e depois continuou a sua formação teológica, primeiro na Universidade Católica de Lublin, no departamento de teologia comparada e ecumenismo, e depois em Roma no Pontifício Instituto Oriental. Em novembro de 1983 defendeu sua tese de doutorado e depois voltou para a Polônia. De 1983 a 1999, ele deu aulas no Departamento de Teologia Ortodoxa do Instituto Ecumênico da Universidade Católica de Lublin.
No início da década de 1990, a Igreja Greco-Católica Bielo-russa conseguiu voltar a operar abertamente. Em 1994, o papa João Paulo II o nomeou visitador apostólico da Igreja Greco-Católica Bielo-russa. Em 1996 foi consagrado arquimandrita e em 1997 foi nomeado Consultor da Congregação para as Igrejas Orientais.
Ele é o autor de várias publicações científicas sobre o cristianismo oriental.

## Obras
- Il mistero della chiesa nel pensiero di Pavel N. Evdokimov, Pontificio istituto orientale, 1983, 493921469
- Chrześcijańska wiara w Jedynego Boga w postawie ludzkiej, TN KUL, 1991, 749541345
- Unia Brzeska z perspektywy czterech stuleci, vol. 8, con Stanisław Nabywaniec, Red. Wydawnictw KUL, 1998, ISBN 9788322806005

## Outras imagens

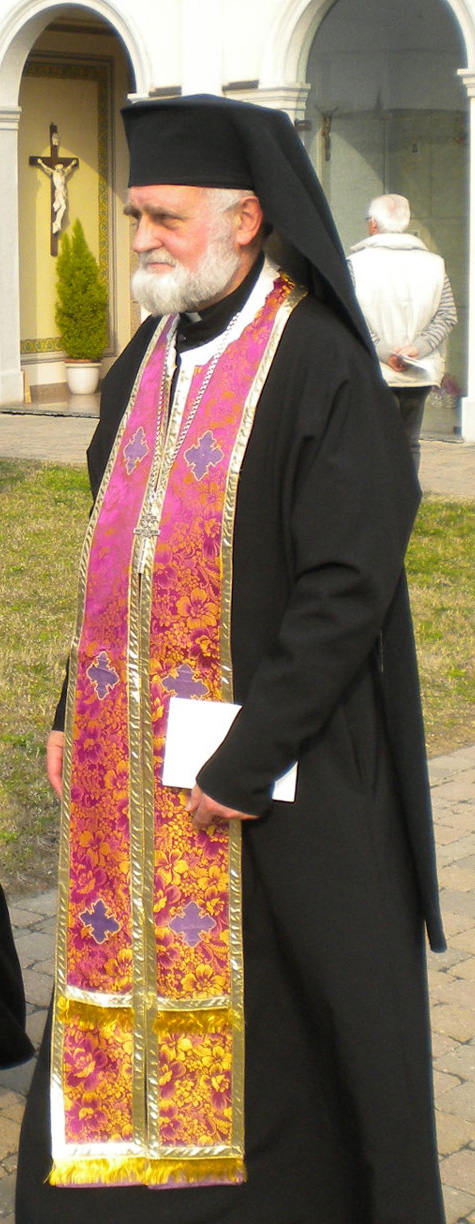
Padre Gajek em 18 de março de 2012.